# Gare de Mimasaka-Emi
La gare de Mimasaka-Emi (美作江見駅, Mimasaka-Emi-eki) est une gare ferroviaire japonaise de la ligne Kishin. Elle est située sur le territoire de la ville de Mimasaka, dans la préfecture d'Okayama.
C'est une gare voyageurs de la compagnie West Japan Railway Company (JR West), sur la ligne Kishin.

## Situation ferroviaire
Établie à 111 mètres d'altitude, la gare de Mimasaka-Emi est située au point kilométrique (PK) 63,0 de la ligne Kishin, entre les gares de Mimasaka-Doi et de Narahara.
C'est une gare d'évitement avec une deuxième voie pour le croisement des trains.

## Histoire
La gare de Mimasaka-Emi est mise en service le 28 novembre 1934, lors de l'ouverture de l'exploitation du tronçon dont elle est le terminus.

## Service des voyageurs

### Accueil
C'est une gare de la JR West, elle dispose d'un bâtiment voyageurs avec un guichet et de deux quais avec abris.

### Desserte
Elle est desservie par des trains qui circulent sur la ligne Kishin.

### Intermodalité
Un parc pour les vélos y est aménagé.

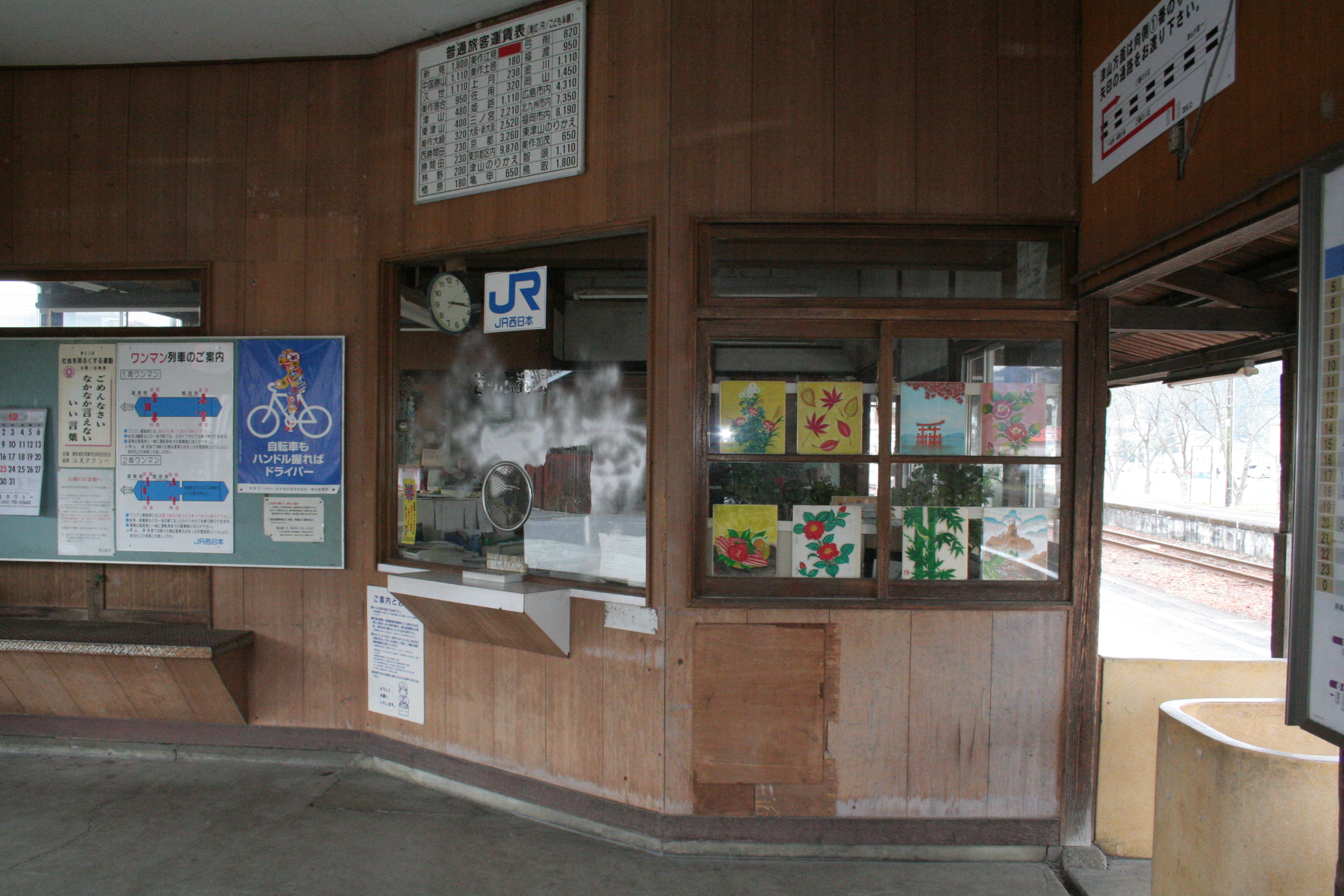
Guichet (2008).
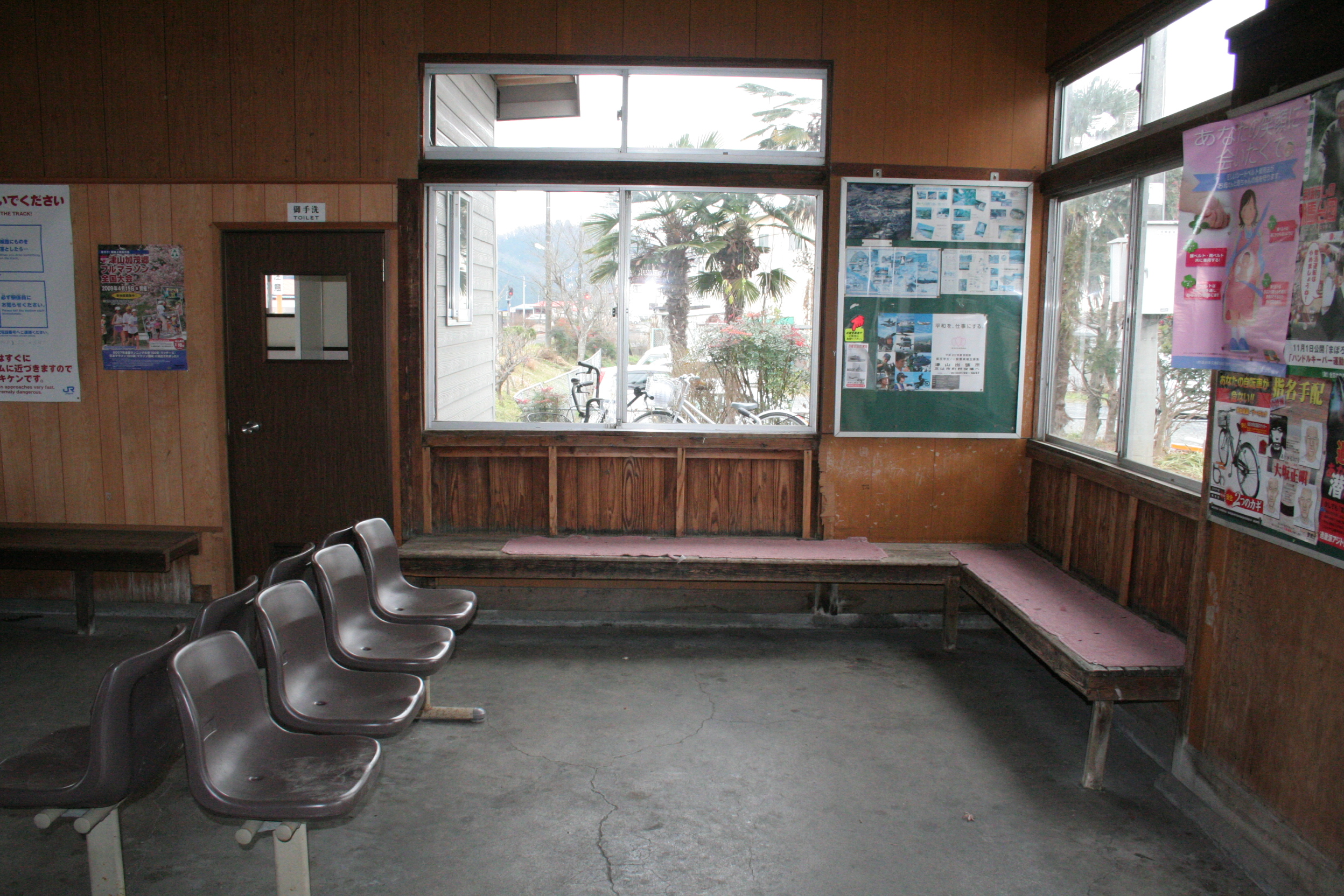
Salle d'attente (2008).
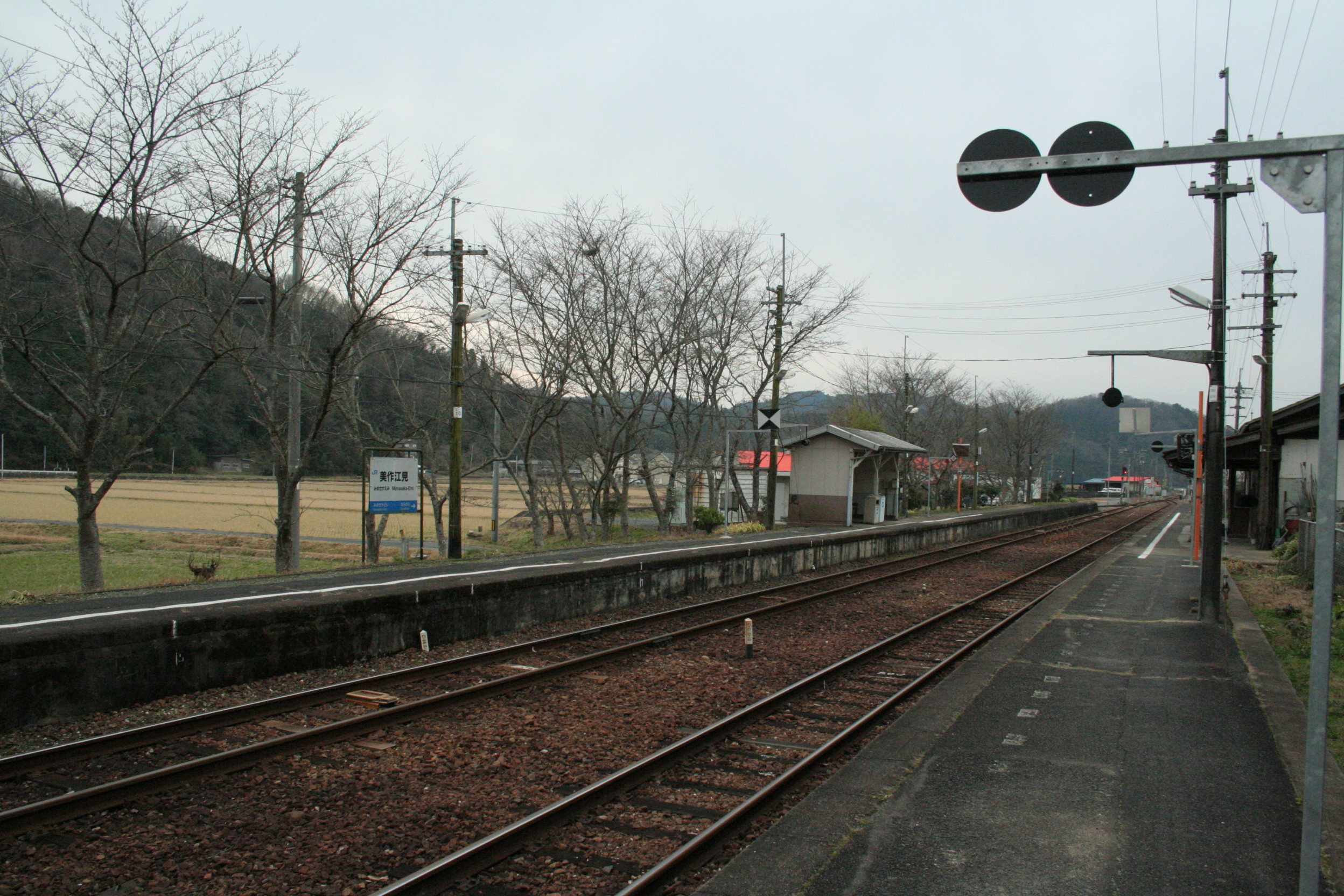
Intérieur de la gare (2008).